# Papilio
Papilio (llatí "papallona") és un gènere de lepidòpters papilionoïdeus de la família dels papiliònids (Papilionidae) present als Països Catalans. La distribució del gènere és cosmopolita.
Gèneres actualment dins Papilio:
- Achillides
- Eleppone
- Druryia
- Heraclides
- Menelaides
- Princeps
- Pterourus
- Sinoprinceps

## Taxonomia
Llista alfabètica dins dels grups.

Subgènere Papilio Linnaeus, 1758
- Grup d'espècies machaon
  - Papilio alexanor Esper, 1800

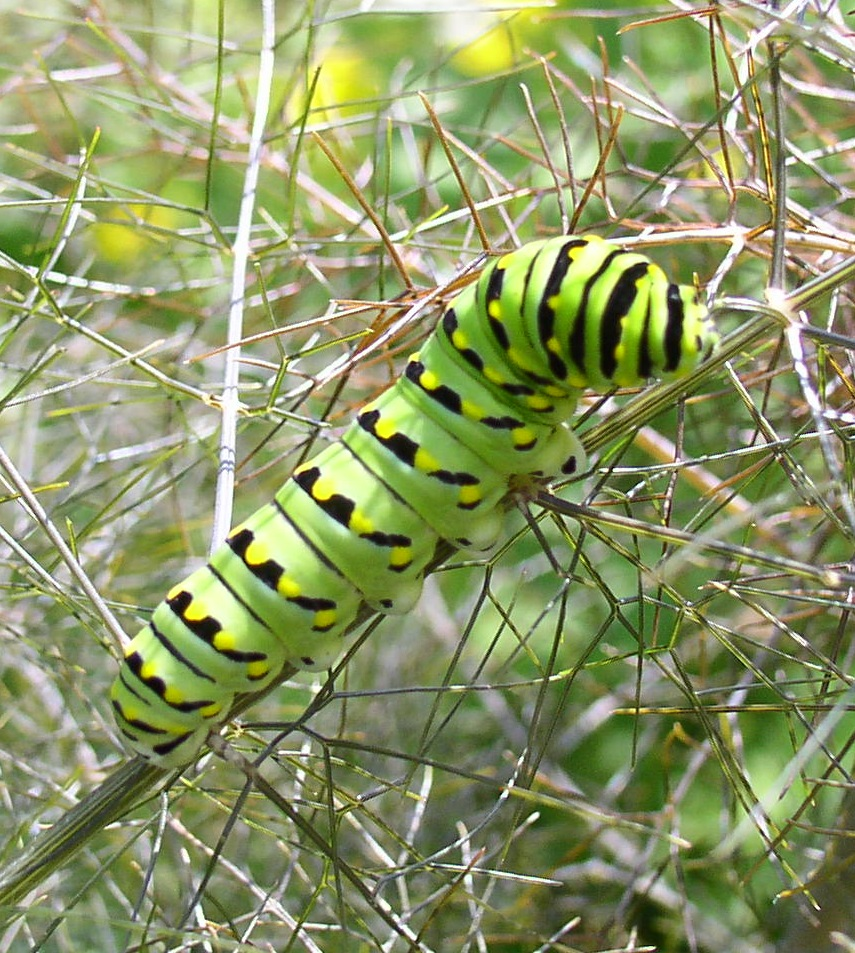
Papilio polyxenes, l'eruga s'alimenta del fonoll, Foeniculum vulgare

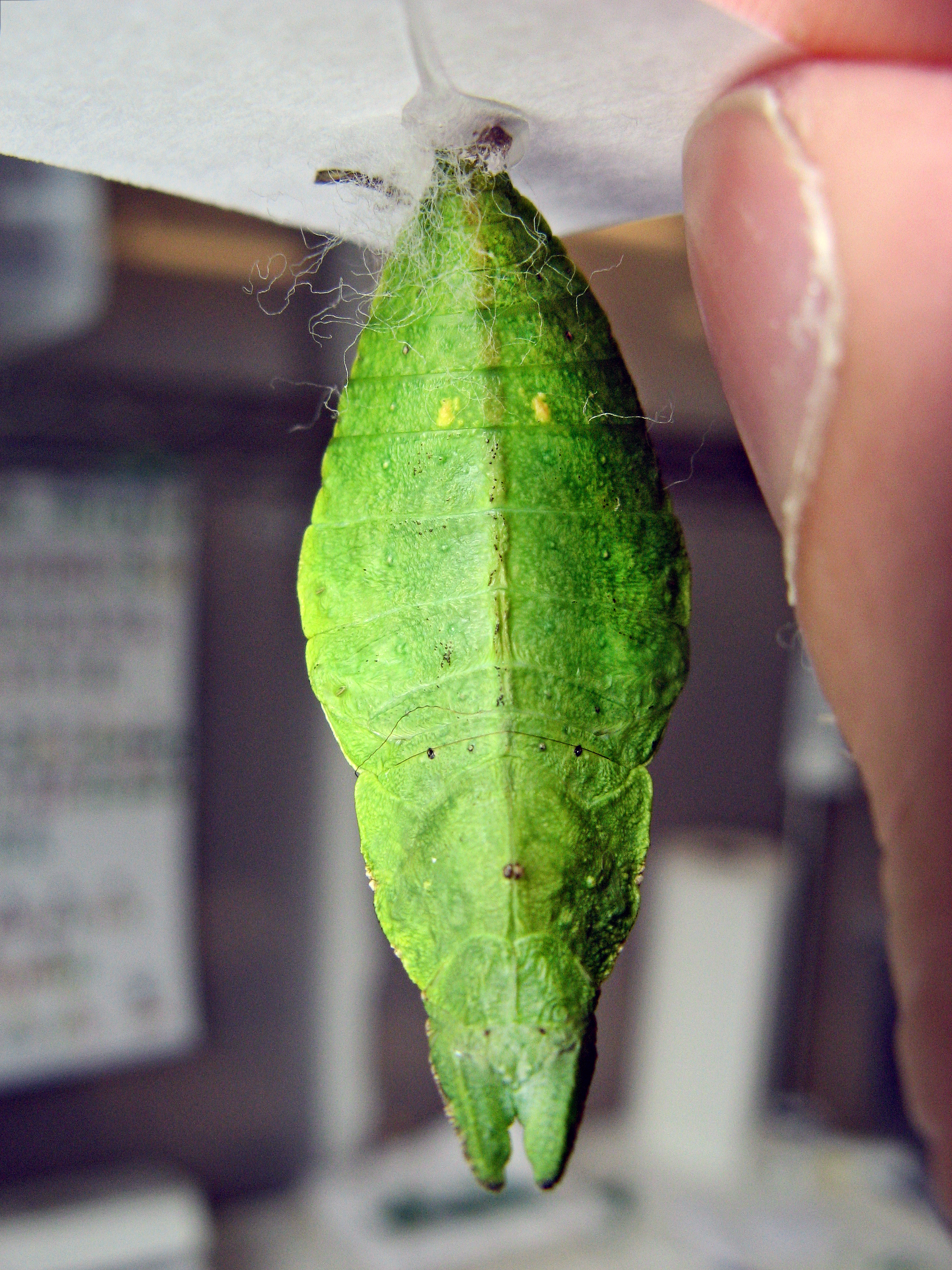
African Swallowtail (Papilio dardanus), crisàlide

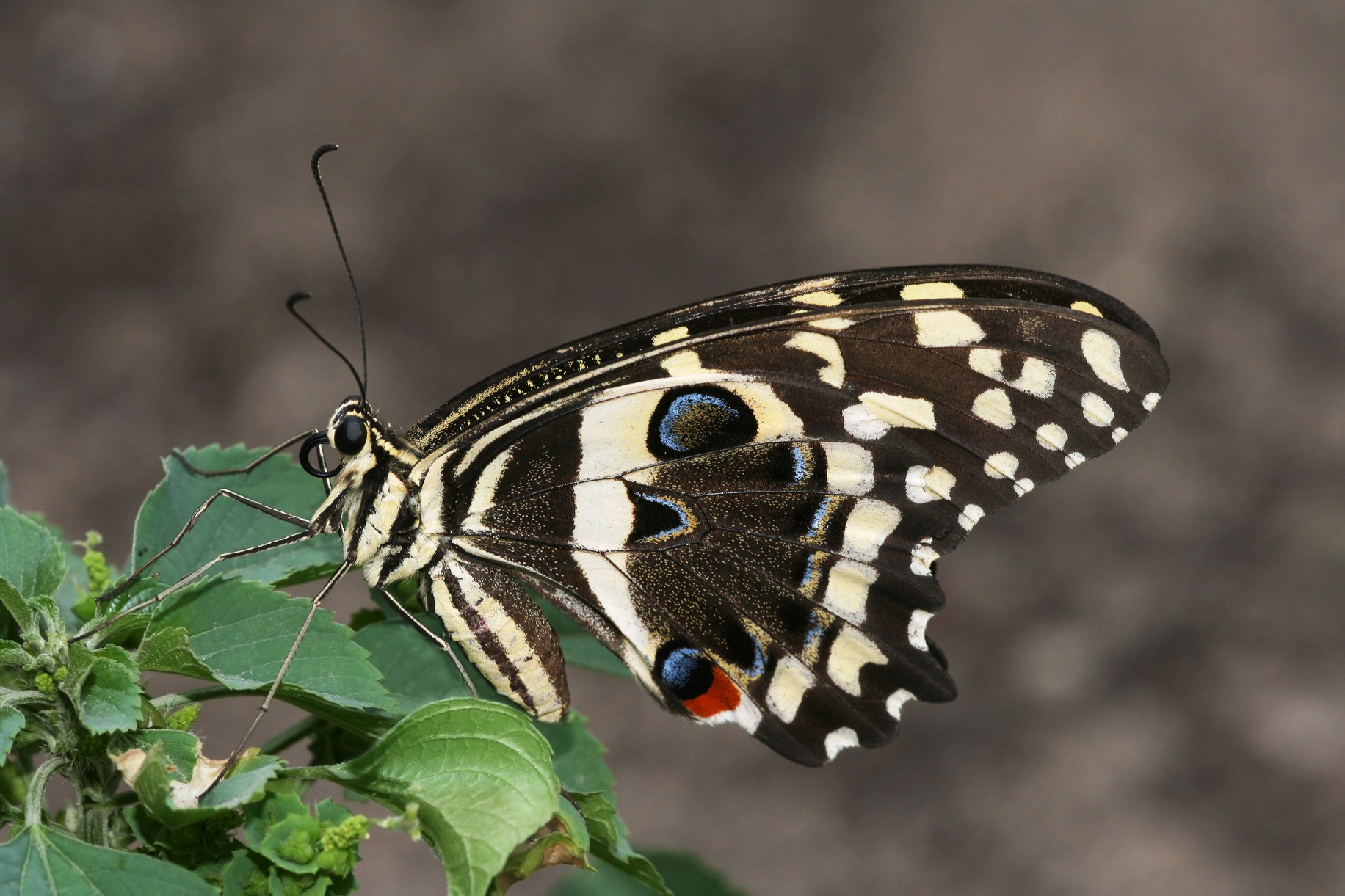
Citrus Swallowtail (Papilio demodocus)

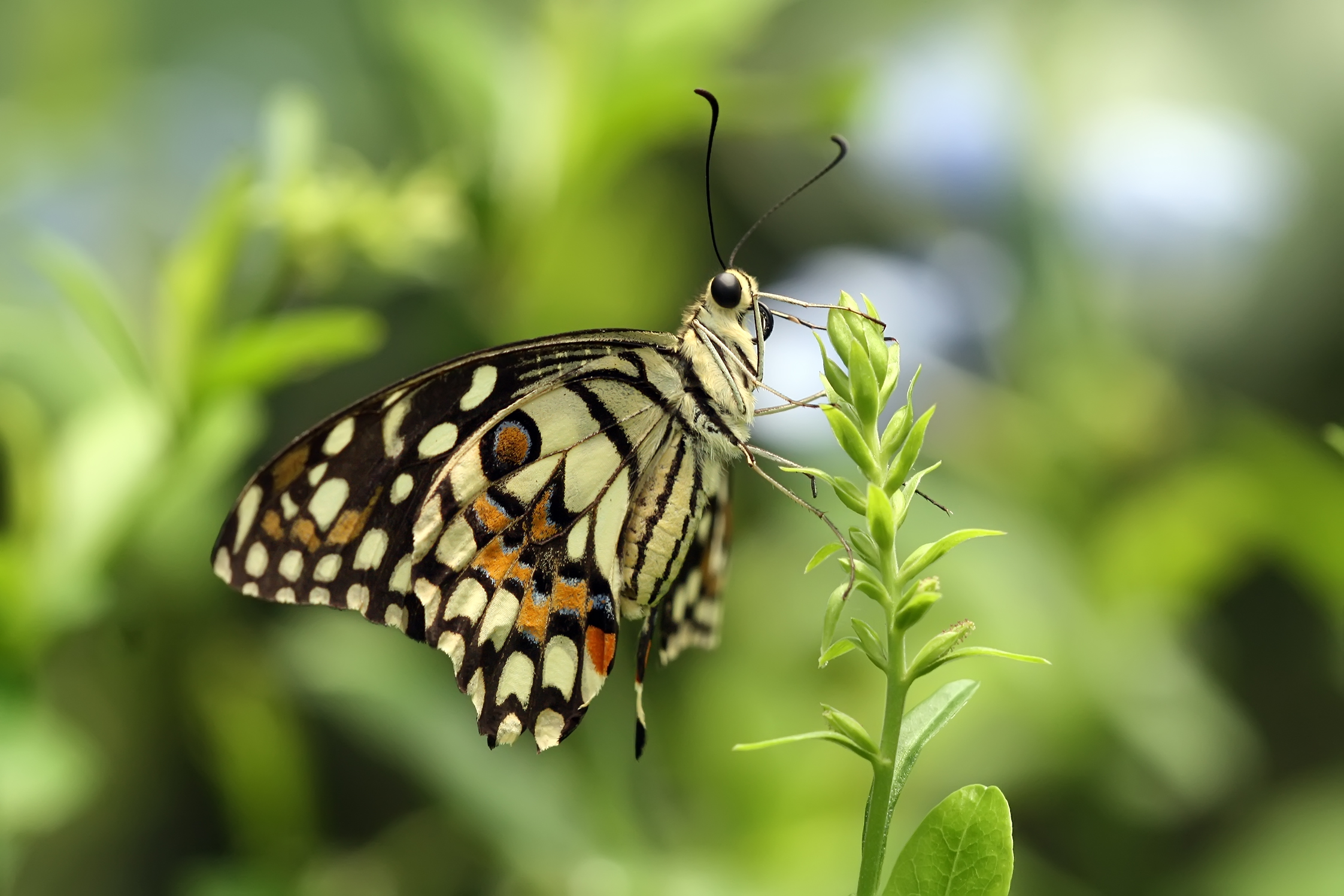
Papilio demoleus a Bangalore, Índia

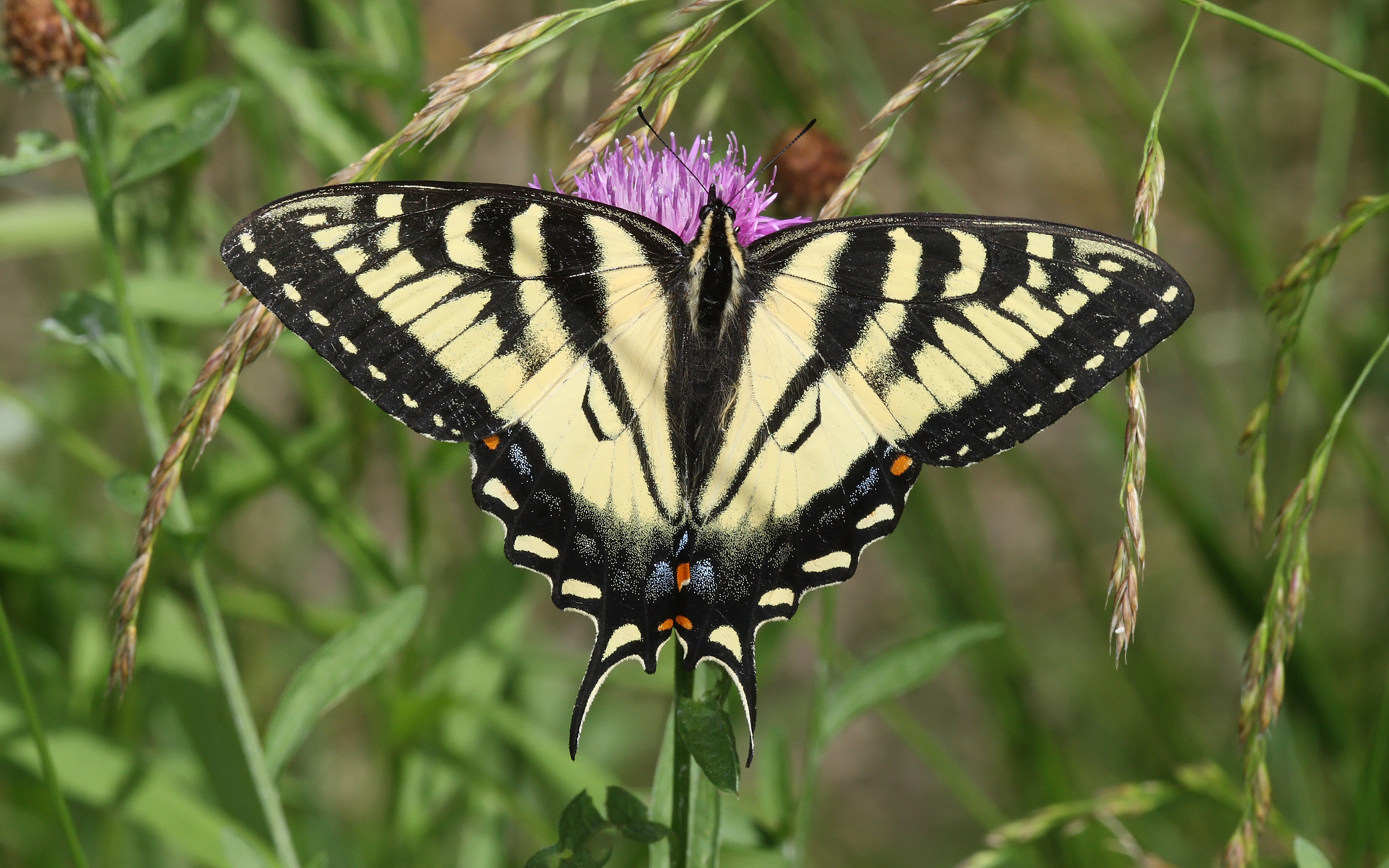
Papilio canadensis a Ontario, Canadà

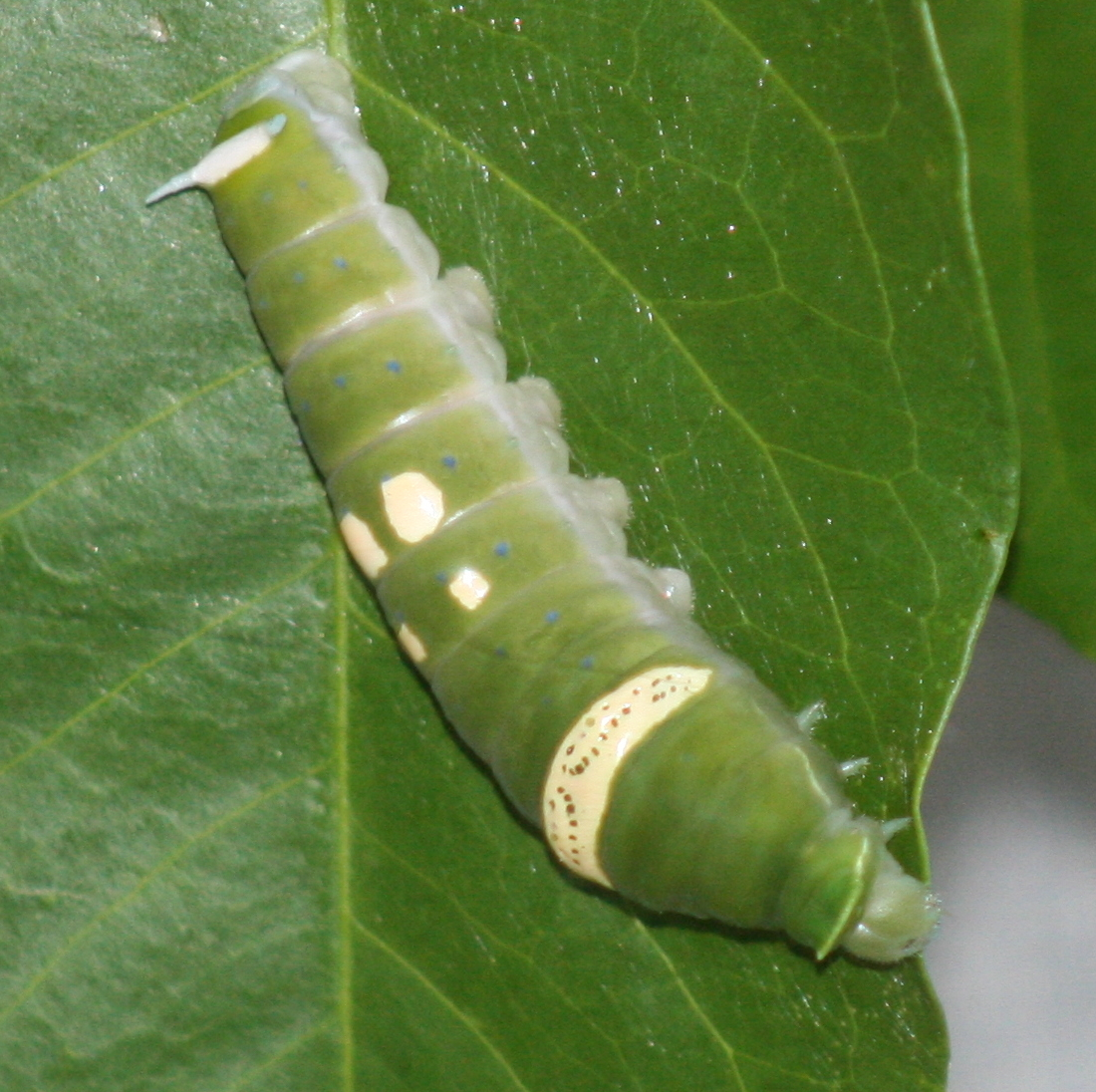
Papilio ulysses eruga

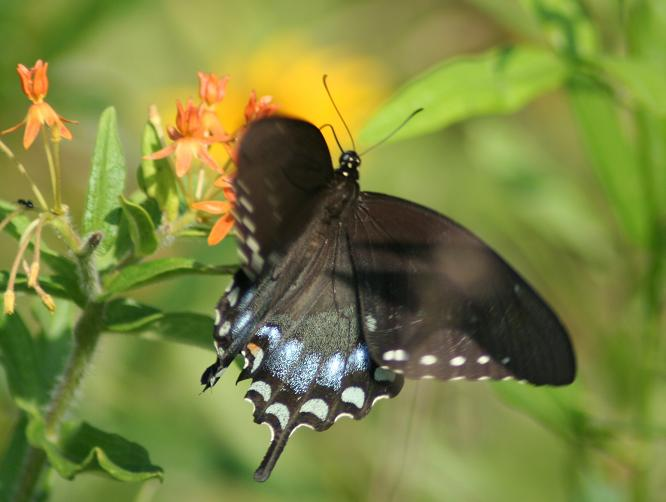
Papilio troilus

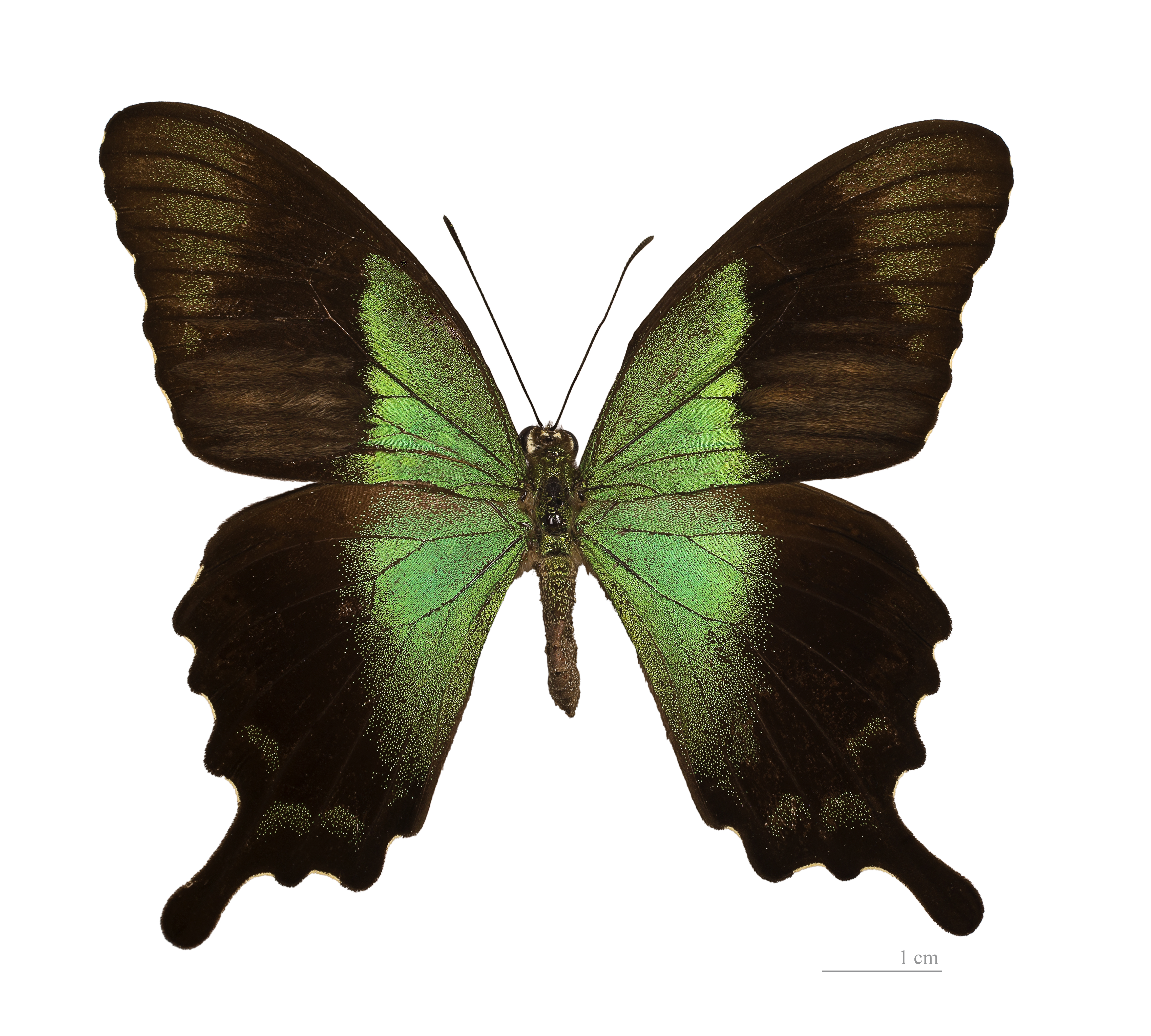
Papilio peranthus

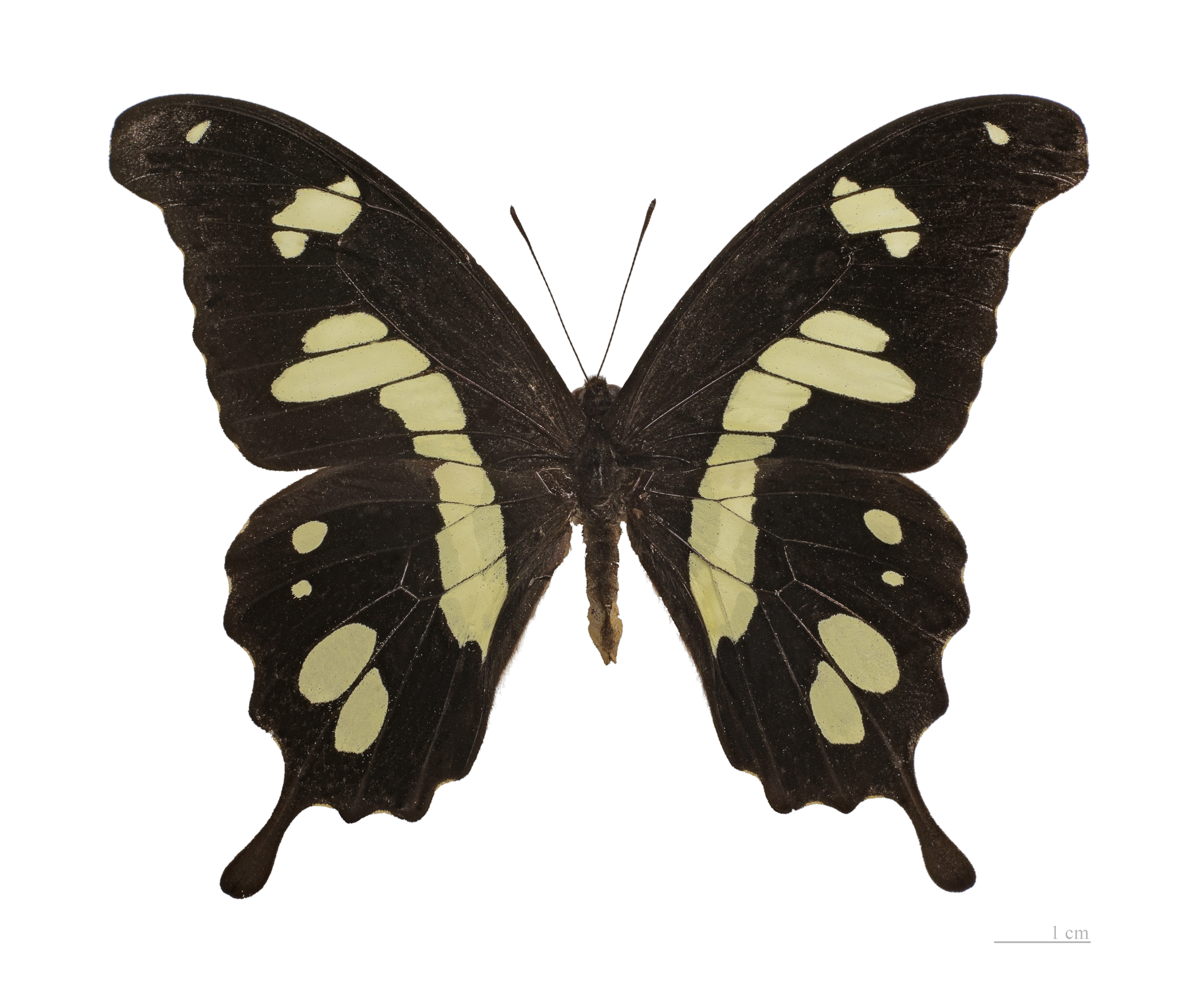
Papilio hesperus

  - Papilio brevicauda Saunders, 1869
  - Papilio hospiton Géné, 1839
  - Papilio indra Reakirt, 1866
  - Papilio machaon Linnaeus, 1758
  - Papilio saharae Oberthür, 1879
  - Papilio polyxenes Fabricius, 1775
  - Papilio zelicaon Lucas, 1852

Subgènere Princeps Hübner, 1807
- Grup d'espècies antimachus
  - Papilio antimachus Drury, 1782
- Grup d'espècies zalmoxis
  - Papilio zalmoxis Hewitson, 1864

- Grup d'espècies nireus
  - Papilio aristophontes Oberthür, 1897
  - Papilio nireus Linnaeus, 1758
  - Papilio charopus Westwood, 1843
  - Papilio chrapkowskii Suffert, 1904
  - Papilio chrapkowskoides Storace, 1952
  - Papilio desmondi van Someren, 1939
  - Papilio hornimani Distant, 1879
  - Papilio interjectana Vane-Wright, 1995
  - Papilio nerminae Koçak, 1983
  - Papilio sosia Rothschild & Jordan, 1903
  - Papilio thuraui Karsch, 1900
  - Papilio ufipa Carcasson, 1961
  - Papilio wilsoni Rothschild, 1926

- Grup d'espècies cynorta
  - Papilio arnoldiana Vane-Wright, 1995
  - Papilio cynorta Fabricius, 1793
  - Papilio plagiatus Aurivillius, 1898

- Grup d'espècies dardanus
  - Papilio dardanus Brown, 1776
  - Papilio constantinus Ward, 1871
  - Papilio delalandei Godart, 1824
  - Papilio phorcas Cramer, 1775
  - Papilio rex Oberthür, 1886

- Grup d'espècies zenobia
  - Papilio cyproeofila Butler, 1868
  - Papilio fernandus Fruhstorfer, 1903
  - Papilio filaprae Suffert, 1904
  - Papilio gallienus Distant, 1879
  - Papilio mechowi Dewitz, 1881
  - Papilio mechowianus Dewitz, 1885
  - Papilio nobicea Suffert, 1904
  - Papilio zenobia Fabricius, 1775

- Grup d'espècies demodocus
  - Papilio demodocus Esper, 1799
  - Papilio demoleus Linnaeus, 1758
  - Papilio erithonioides Grose-Smith, 1891
  - Papilio grosesmithi Rothschild, 1926
  - Papilio morondavana Grose-Smith, 1891

- Grup d'espècies echerioides
  - Papilio echerioides Trimen, 1868
  - Papilio fuelleborni Karsch, 1900
  - Papilio jacksoni Sharpe, 1891
  - Papilio sjoestedti Aurivillius, 1908

- Grup d'espècies oribazus
  - Papilio oribazus Boisduval, 1836
  - Papilio epiphorbas Boisduval, 1833
  - Papilio nobilis Rogenhofer, 1891

- Grup d'espècies hesperus
  - Papilio hesperus Westwood, 1843
  - Papilio euphranor Trimen, 1868
  - Papilio horribilis Butler, 1874
  - Papilio pelodurus Butler, 1896

- Grup d'espècies menestheus
  - Papilio menestheus Drury, 1773
  - Papilio lormieri Distant, 1874
  - Papilio ophidicephalus Oberthür, 1878

- Grup d'espècies incertae sedis
  - Papilio andronicus Ward, 1871
  - Papilio chitondensis Bivar de Sousa & Fernandes, 1966
  - Papilio leucotaenia Rothschild, 1908
  - Papilio mackinnoni Sharpe, 1891
  - Papilio mangoura Hewitson, 1875
  - Papilio manlius Fabricius, 1798
  - Papilio microps Storace, 1951
  - Papilio phorbanta Linnaeus, 1771

- Grup d'espècies demolion
  - Papilio demolion Cramer, [1776]
  - Papilio liomedon Moore, [1875]
  - Papilio gigon C. & R. Felder, 1864
  - Papilio euchenor Guérin-Méneville, 1829

- Espècie sense agrupar:
  - Papilio luzviae Schröder & Treadaway, 1991

- Grup d'espècies anactus
  - Papilio anactus MacLeay, 1826

- Grup d'espècies aegeus
  - Papilio aegeus Donovan, 1805
  - Papilio bridgei Mathew, 1886
  -  ?Papilio erskinei Mathew, 1886
  - Papilio gambrisius Cramer, 1777
  - Papilio inopinatus Butler, 1883
  - Papilio ptolychus Godman & Salvin, 1888
  - Papilio tydeus C. & R. Felder, 1860
  - Papilio weymeri Niepelt, 1914
  - Papilio woodfordi Godman & Salvin, 1888

- Grup d'espècies godeffroyi
  - Papilio amynthor Boisduval, 1859
  - Papilio godeffroyi Semper, 1866
  - Papilio schmeltzi Herrich-Schäffer, 1869

- Grup d'espècies polytes
  - Papilio ambrax Boisduval, 1832
  - Papilio polytes Linnaeus, 1758
  - Papilio phestus Guérin-Méneville, 1830

- Grup d'espècies castor
  - Papilio castor Westwood, 1842
  - Papilio dravidarum Wood-Mason, 1880
  - Papilio mahadeva Moore, [1879]

- Grup d'espècies fuscus
  - Papilio albinus Wallace, 1865
  - Papilio antonio Hewitson, [1875]
  - Papilio diophantus Grose-Smith, 1883
  - Papilio fuscus Goeze, 1779
  - Papilio hipponous C. & R. Felder, 1862
  - Papilio jordani Fruhstorfer, 1906
  - Papilio noblei de Nicéville, 1889
  - Papilio pitmani Elwes & de Nicéville, 1887
  - Papilio prexaspes C. & R. Felder, 1865
  - Papilio sakontala Hewitson, 1864

- Grup d'espècies helenus
  - Papilio helenus Linnaeus, 1758
  - Papilio iswara White, 1842
  - Papilio iswaroides Fruhstorfer, 1898
  - Papilio nephelus Boisduval, 1836
  - Papilio nubilus Staudinger, 1895
  - Papilio sataspes C. & R. Felder, 1865

- Grup d'espècies memnon
  - Papilio acheron Grose-Smith, 1887
  - Papilio ascalaphus Boisduval, 1836
  - Papilio deiphobus Linnaeus, 1758
  - Papilio rumanzovia Eschscholtz, 1821
  - Papilio forbesi Grose-Smith, 1883
  - Papilio lampsacus Boisduval, 1836
  - Papilio mayo Atkinson, 1873
  - Papilio memnon Linnaeus, 1758
  - Papilio oenomaus Godart, 1819
  - Papilio polymnestor Cramer, 1775
  - Papilio taiwanus Rothschild

- Grup d'espècies protenor
  - Papilio protenor
  - Papilio alcmenor C. & R. Felder, 1864
  - Papilio macilentus Janson, 1877
  - Papilio thaiwanus Rothschild, 1898

- Grup d'espècies bootes
  - Papilio bootes Westwood, 1842
  - Papilio elwesi Leech, 1889
  - Papilio maraho Shiraki & Sonan, 1934

Subgènere ?
- Grup d'espècies agestor
  - Papilio agestor Gray, 1831
  - Papilio epycides Hewitson, 1864
  - Papilio slateri Hewitson, 1853

- Grup d'espècies clytia
  - Papilio clytia Linnaeus, 1758
  - Papilio paradoxa (Zincken, 1831)

- Grup d'espècies veiovis
  - Papilio veiovis Hewitson, 1865

- Grup d'espècies laglaizei
  - Papilio laglaizei Depuiset, 1877
  - Papilio moerneri Aurivillius, 1919
  - Papilio toboroi Ribbe, 1907

- Grup d'espècies sense nom:
- Papilio osmana Jumalon, 1967
- Papilio carolinensis Jumalon, 1967

Subgènere Achillides Hübner, 1819:
- Grup d'espècies paris
  - Papilio arcturus Westwood, 1842
  - Papilio bianor Cramer, 1777
  - Papilio dialis Leech, 1893
  - Papilio doddsi Janet, 1896
  - Papilio hoppo Matsumura, 1908
  - Papilio karna C. & R. Felder, 1864
  - Papilio krishna Moore, 1857
  - Papilio maackii Ménétriés, 1859
  - Papilio paris Linnaeus, 1758
  - Papilio polyctor Boisduval, 1836
  - Papilio elephenor Doubleday, 1845

- Grup d'espècies palinurus
  - Papilio buddha Westwood, 1872
  - Papilio crino Fabricius, 1793
  - Papilio palinurus Fabricius, 1787
  - Papilio blumei Boisduval, 1836

- Grup d'espècies sense nom:
  - Papilio anchisiades Esper, 1788
  - Papilio chikae Igarashi, 1965
  - Papilio peranthus Fabricius, 1787
  - Papilio pericles Wallace, 1865
  - Papilio lorquinianus C. & R. Felder, 1865
  - Papilio neumoegeni Honrath, 1890

- Grup d'espècies ulysses
  - Papilio montrouzieri Boisduval, 1859
  - Papilio syfanius Oberthür, 1886
  - Papilio ulysses Linnaeus, 1758

Subgènere Heraclides Hübner, 1819
- Grup d'espècies anchisiades
  - Papilio chiansiades Westwood, 1872
  - Papilio epenetus Hewitson, 1861
  - Papilio erostratus Westwood, 1847
  - Papilio hyppason Cramer, 1775
  - Papilio isidorus Doubleday, 1846
  - Papilio pelaus Fabricius, 1775
  - Papilio oxynius (Geyer, 1827)
  - Papilio rogeri Boisduval, 1836

- Grup d'espècies thoas
  - Papilio andraemon (Hübner, 1823)
  - Papilio androgeus Cramer, 1775
  - Papilio aristodemus Esper, 1794
  - Papilio aristor Godart, 1819
  - Papilio astyalus Godart, 1819
  - Papilio caiguanabus Poey, 1852
  - Papilio cresphontes Cramer, 1777
  - Papilio homothoas Rothschild & Jordan, 1906
  - Papilio machaonides Esper, 1796
  - Papilio melonius Rothschild & Jordan, 1906
  - Papilio ornythion Boisduval, 1836
  - Papilio paeon Boisduval, 1836
  - Papilio thersites Fabricius, 1775
  - Papilio thoas Linnaeus, 1771

- Grup d'espècies torquatus
  - Papilio garleppi Staudinger, 1892
  - Papilio hectorides Esper, 1794
  - Papilio himeros Hopffer, 1865
  - Papilio lamarchei Staudinger, 1892
  - Papilio torquatus Cramer, 1777

- Grup d'espècies sense nom:
  - Papilio peleides Esper, 1793
  - Papilio okinawensis Fruhstorfer, 1898
  - Papilio tros (Hübner, [1825])

Subgènere Pterourus Scopoli, 1777
- Grup d'espècies troilus
  - Papilio palamedes Drury, [1773]
  - Papilio troilus Linnaeus, 1758

- Grup d'espècies glaucus
  - Papilio appalachiensis (Pavulaan & Wright, 2002)
  - Papilio canadensis Rothschild & Jordan, 1906
  - Papilio esperanza Beutelspacher, 1975
  - Papilio eurymedon Lucas, 1852
  - Papilio glaucus Linnaeus, 1758
  - Papilio multicaudata Kirby, 1884
  - Papilio pilumnus Boisduval, 1836
  - Papilio rutulus Lucas, 1852

- Grup d'espècies zagreus
  - Papilio neyi Niepelt, 1909
  - Papilio zagreus Doubleday, 1847
  - (Papilio bachus) C. & R. Felder, 1865

- Grup d'espècies scamander
  - Papilio birchallii Hewitson, 1863
  - Papilio hellanichus Hewitson, 1868
  - Papilio scamander Boisduval, 1836
  - Papilio xanthopleura Godman & Salvin, 1868

- Grup d'espècies homerus:
  - Papilio cacicus Lucas, 1852
  - Papilio euterpinus Salvin & Godman, 1868
  - Papilio garamas (Geyer, 1829)
  - Papilio homerus Fabricius, 1793
  - Papilio menatius (Hübner, 1819)
  - Papilio warscewiczii Hopffer, 1865

Subgènere Sinoprinceps Hancock, 1983
- Papilio benguetanus Joicey & Talbot, 1923
- Grup d'espècies xuthus Hancock, 1983
  - Papilio xuthus Linnaeus, 1767